# Het gesprek is voor uw rekening
Het gesprek is voor uw rekening is een hoorspel van Ludvík Aškenazy. Auf eigene Rechnung werd in 6 november 1964 door de Hessischer Rundfunk uitgezonden. Theun de Vries vertaalde het en de VARA zond het uit op woensdag 20 juli 1977, van 21:25 uur tot 22:30 uur. De regisseur was Ad Löbler.

## Rolbezetting
- Hans Karsenbarg (Pokstefl)
- Olaf Wijnants (de jonge Pokstefl)
- Dries Krijn (meneer Haantje)
- Joke Reitsma-Hagelen (Anna)
- Eva Janssen (moeder)
- Frans Somers (Willi)
- Gerrie Mantel (Hanna)
- Paula Majoor (de telefoniste)

## Inhoud
Op de morgen na zijn veertigste verjaardag beleeft Jaroslav Pokstefl iets merkwaardigs. Een telefoontje rukt hem uit zijn slaap. Een jeugdige stem meldt zich aan en geeft zich te kennen als zijn eigen ik op de leeftijd van zeventien jaar. Dit andere ik roept met behulp van reeds lang vergeten telefoongesprekken, die in de leidingen opgeslagen zijn, de herinnering aan enkele beslissende gebeurtenissen uit het verleden van Pokstefl op. Achter het schijnbaar persoonlijke van het stuk wordt de situatie van een tijdens de oorlog bezet en vernederd land zichtbaar…